# Rhachoepalpus triformis
Rhachoepalpus triformis är en tvåvingeart som först beskrevs av Walker 1853.  Rhachoepalpus triformis ingår i släktet Rhachoepalpus och familjen parasitflugor.
Artens utbredningsområde är Colombia. Inga underarter finns listade i Catalogue of Life.